# Pineus pini
Pineus pini là một loài côn trùng trong họ Adelgidae. Loài này được Gmelin miêu tả khoa học đầu tiên năm 1789.
Đây là loài gây hại của các cây trong chi Pinus, phát triển phổ biến ở Kenya.